# ランド＝シュル＝アジョン
ランド＝シュル＝アジョン（仏: Landes-sur-Ajon）は、フランスのノルマンディー地域圏、カルヴァドス県に属するコミューン。

## 地理
カーンから南西に20km、小郡中心地のヴィレー＝ボカージュから東に5kmほどいった田園地帯に位置する。幹線道路のD71沿いに中心街が築かれており、フリリュー川が流れる。さらに南にはヴァレ川が北東へ流れており、下流で合流してアジョン川となる。南でバンヌヴィル＝シュル＝アジョン、西でエピネ＝シュル＝オドン、北西でパルフール＝シュル＝オドンの各コミューンと接する。

## 歴史
付近を流れるアジョン川にちなみ、1950年に現在の地名に改称された。

## 行政
- 首長 - ディディエ・ヴェルジー（Didier Vergy、狩猟、釣り、自然、伝統所属、2008年3月から） 農夫
- 前首長 - ピエール・マリー（Pierre Marie、無所属、1983年から2008年3月まで） 商船の船員

## 人口の推移[1]
| 1962年 | 1968年 | 1975年 | 1982年 | 1990年 | 1999年 | 2007年 |
| ------ | ------ | ------ | ------ | ------ | ------ | ------ |
| 197    | 170    | 163    | 215    | 250    | 252    | 340    |

## ギャラリー

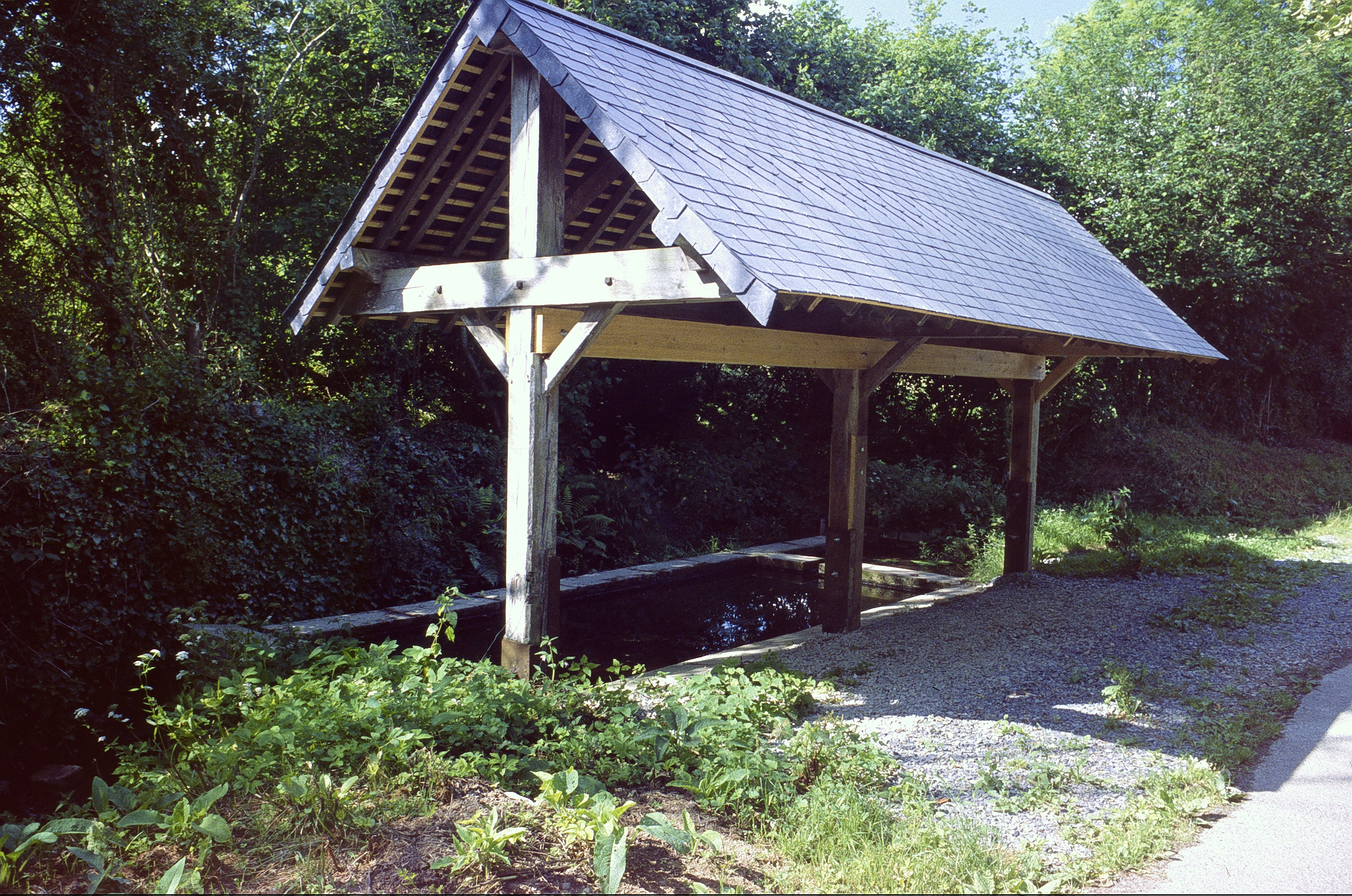
共同の洗い場